# Даная (Клімт)
«Даная» (нім. Danaë) — символістська або алегорична картина Густава Клімта «золотого періоду» художника 1907 року. Вперше продемонстрована на Віденській художній виставці 1908 року. Картина має давньогрецький сюжет зачаття Зевсом Персея в тілі Данаї. Художнику вдалось замалювати позачасовий момент сюжету.
Густав Клімт вибрав розкішну і чуттєву палітру кольорі та створив власну високоеротичну версію грецького міфу. 
Скотт Гілберт 2010 року упізнав у візерунку бластоцисти — кулясті утворення з стовбурових ембріональних клітин навколо наповненої рідиною порожнини, які виникають на третій-четвертий день після запліднення. 
Мистецтвознавці вважають, що Клімт поєднав модерн «всемогутності» з власною одержимістю вкрай самодостатньої жіночності. В жодній іншій картині Густава Клімта немає такої крайності до жіночої сексуальності. В творі еротичне начало перемагає притаманний Клімту декоративізм.
На думку критиків міфологічна традиція еротизму Клімта свідчить про «велику художню традицію, що сягає як мінімум до XVI століття». Робота пронизана потужним еротизмом.
З 2007 року Даная знаходиться в колекції британського мільярдера Джо Льюїса.

## Історія
За підтримкою Йозефа Гофмана і Коломана Мозера Клімт у супроводі художника Максиміліана Ленца виїхав до Равенни і відвідав Флоренцію у 1907 році. Художник побачив з іншої сторони красу відтінків золота в оздобленні церков Італії. 
Вперше «Даная» Клімта демонструвалася на Віденській художній виставці 1908 року і викликала неоднозначну реакцію публіки.
На виставці картину придбав за 8 тисяч крон будівельний магнат Едуард Аст. До 2007 року картина оцінювалась в 40 млн євро і була перлиною в колекції австрійського видавця Ханса Діханда. Відомо, що за життя Діханда «Даная» розміщувалася на його віллі в Деблінгу над каміном.
В Австрії картина була у власності громади лише один раз у 1928 році під час меморіальної виставки, організованої групою художників Гаґенбунд та Новій галереї у вигляді жіночої оголеної форми під № 4. Впродовж десятиліть картина декілька разів змінювала власника, одним із них був Рудольф Леопольд.
До 1995 року полотно демонструвалося у Відні в галереї Вюртле, що належала Діханду.
З 2007 року «Даная» знаходиться в колекції британського мільярдера Джо Льюїса, який володіє й іншими картинами Клімта.
Восени 2015 року Бельведер сподівався представити «Данаю» на виставці  «Клімт, Шиле, Кокошка і жінки» (нім. «Klimt Schiele Kokoschka und die Frauen») (до 18 лютого 2016 року). У самотньому супроводі їй відмовили у поїздці до Відня, хоча власник Льюїс пообіцяв позику для цього. 2017 року її можна було побачити в Музеї мистецтв Філадельфії.

## Опис

### Сюжет
За класичним сюжетом Даная — донька Акрісія, царя Аргосу, і Еврідіки (або Аганіппи). Згадки про неї містяться в «Іліаді» (XIV). Синів родина не мала і єдиною дитиною була донька Даная. Одного разу Акрісій звернувся до оракула за пророцтвом про можливого спадкоємця, однак отримав відповідь, що сина у нього не буде, а майбутній онук узагалі його вб'є. Після цих слів наляканий цар вирішив уникнути прогнозованої смерті. Він віддав розпорядження помістити Данаю до мідної вежі, яку охороняли люті пси. Натомість вродлива дівчина сподобалась головному з богів-олімпійців, богу грому і блискавок Зевсу. Він вдався до хитрощів і потрапив до вежі у вигляді золотого дощу. У результаті їхнього зв'язку народився Персей.
Серед населення поширилися чутки, що Данаю спокусив її дядько Прет. Цар Акрісій наказав замкнути доньку й онука до скрині та скинути в море. Але вони залишились живими, оскільки скриню прибило до острова Серіф, де її виловив сітками рибалка Діктіс. Через багато років Даная із сином наважилася вирушити додому, щоб побачити батька Акрісія, але той, побоюючись здійснення пророцтва, утік до пеласгійського міста Лариса. Так сталось, що місцевий цар запросив Персея взяти участь в іграх. Хлопець змагався у п'ятиборстві, і кинутий ним диск, відхилившись від свого шляху по волі вітру або Богів, влучив в Акрісія, вразивши його на смерть.
Пікантний сюжет привертав увагу багатьох живописців: тільки у Тиціана є не менше трьох версій «Данаї». Особливість клімтівської Данаї мистецтвознавці бачать в нарцисизмі і автоеротизмі, в той час, як чоловічий принцип-золотий дощ між стегнами царівни-зведений до орнаментальності.

### Виконання
Даная займає майже все полотно. Всі деталі сюжету видалені з картини, залишена лише сцена запліднення, що дала життя Персею — мить, за думкою мистецтвознавців, зупинена на століття з волі художника. Тема родючості яскраво зображена епохою модерну. Також притаманна Клімту тема жіночої сексуальності зливаються в єдиному цілому пориві, що змушує повністю забути про міф. Фабула якого зведена на картині художника до мінімуму.
Легенда про Данаю, улюблену Зевсом у вигляді золотого дощу, часто зображувалася відомими художниками. Клімт написав золотий дощ Зевса та надав йому своїх відмінних рис, виключивши всі оповідні та перехідні елементи. Він також зафіксував позачасовий момент зачаття. В одній картині Клімт поєднав мотив «всемогутності» у стилі модерн та свою одержимість абсолютною самодостатньою жіночою сексуальністю. Зв'язок з початковим міфом майже відсутній. Іконографічна традиція приписані Данаї мінімальна. Еротична поза героїні картини приховує потаємне золотим потоком Зевса. Даная схожа на дитину в материнській утробі. Напружені пальці руки Данаї вказують на те, що жінка знаходиться на піку емоційного та фізичного блаженства. 
Композиційно робота виконана з вигнутими обрисами та орнаментами для еротичного ефекту картини. Сам ефект посилюється золотистими фарбами. Фокус картини Клімта Даная зі створеною перспективою, що додає сексуального виміру всьому тілу Данаї. Незначну дистанцію від сексуальності додають елементи орнаменту. Клімт робить більшу частину решти свого полотна чорною, включаючи темну вуаль, прикрашену уявним грецьким орнаментом, який, як здається, зіслизнув із тіла Данаї.
Золотий дощ, який входить в Данаю та елементи орнаменту також додають святість екстазу. В ньому зображено досвід сексуального задоволення. Героїня картини отримує більше, аніж міг би дати їй чоловік-партнер. Тому, її тіло схоже на орнаментальний мистецький шифр. Ерос у ньому є центральна ікона.
У картині можна побачити сплячу жінку поблизу. Її бліда плоть заповнює майже все полотно. Вона згорнулася калачиком у блаженному незнанні про золотий дощ, що падає між її ніг. Її мрії невідомі, але її червоні губи, розчервонілі щоки, складені пальці і копиця рудого волосся, трохи відкритий рот і підняті брови неминуче наводять на думку про сексуальне задоволення.
Картина є екстремальним прикладом, який ілюструє концепцію митця-Клімта про повну автономність жіночості. Клімт здолав свої упередження в жіночій свободі за допомогою яскравого декору. Спостерігаючи за картиною можна побачити велич, багатство та жіноче ню зі спокійним та витриманим переглядом картини без цькування зображеної жіночості.
Картина також виконана в нарцисичній регресії для стимуляції формальної енергії. Данаю зображена сонливою загорнута в себе та свої інстинкти. Це ознака жіночого нарцизму у світі чоловічих фантазій. Вона вдумується в себе, що їй немає місця для об'єкта любові крім власного тіла. Мужність символічно закодована у формі шиї та голови чорного лебедя й супроводжується абстрактним символом чорного прямокутника в золотому дощі.
У нижньому правому кутку синє покривало, вишите золотом, перегукується з міфічним божественним дощем Зевса.

### Золотий орнамент
У 2010 році розкрита таємниця золотого орнаменту на прозорому покривалі Данаї на першому плані картини. Мистецтвознавці описували його як «овальні форми», «золоті філігранні письмена», «хромосомні форми» і «золоті сперматозоїди». 2010 року американський біолог розвитку Скотт Гілберт упізнав у візерунку бластоцисти — кулясті утворення з стовбурових ембріональних клітин навколо наповненої рідиною порожнини, які утворюються на третій-четвертий день після запліднення. Версію Гілберта підтверджує дослідження, проведене у віденських архівах істориком біології Сабіною Браукман.
Густав Клімт був знайомий з віденським буржуазним сімейством Цукеркандлів, деякі представники якого були його меценатами та замовниками. Прихильниця творчості Клімта і його активна захисниця, публіцистка Берта Цукеркандль тримала у Віденському палаці Лібена — Аушпіца салон, де збиралися імениті вчені, письменники і художники, в тому числі і Густав Клімт. На рубежі XIX—XX століть Відень досяг концентрації значних досягнень архітектури, живопису, літератури та музики: психоаналіз Зигмунда Фрейда, експериментаторства в прикладному мистецтві, музики Густава Малера, нової архітектури Адольфа Лооса.
За спогадами Берти Цукеркандль, саме Клімт, який жваво цікавився досягненнями медицини, звернувся до її чоловіка, анатома Еміля Цукеркандля з пропозицією читати наукові лекції художникам, які проводилися вечорами, в тому числі та в анатомічному Інституті на Верінгерштрасе. На діапроєкторі Еміль Цукеркандль демонстрував слухачам приголомшливі мікроскопічні твори мистецтва, створені природою: кровоносні судини, епідерміс, краплю крові, мозкову речовину. Ймовірно, на цих лекціях Густав Клімт дізнався про бластоцисти.

### Кольори
Художник Густав Клімт вибрав розкішну і чуттєву палітру кольорів, щоб створити власну високоеротичну версію грецького міфу. Він зобразив зрілість і родючість плоті Данаї за допомогою суміші насичених кремових і рожевих тонів, нанесених на основу темніших лілових і фіолетових відтінків, щоб виразити теплу, життєву кров, що пульсує під її шкірою. Золотий бог, що ллється між її ніг, виявляється в блискучих колах з кольорів слонової кістки та шафрану та завитках електрики, що світяться на чорному вугільному тлі. Всі любовна сцена загорнута в шовкові ковдри з найглибшого візантійського та баклажанового кольорів. Ці фіолетові обгортки не лише символізують її королівський рід, вони також нагадують про темне тепло лона.
| Кольори картини | Кольори картини  | Кольори картини | Кольори картини | Кольори картини | Кольори картини | Кольори картини | Кольори картини | Кольори картини   | Кольори картини | Кольори картини | Примітки |
| --------------- | ---------------- | --------------- | --------------- | --------------- | --------------- | --------------- | --------------- | ----------------- | --------------- | --------------- | -------- |
| #F5F4D8         | #D7B659          | #8C2924         | #8C293B         | #6B3E3B         | #DDBADA         | #824D7B         | #725C69         | #20254F           | #00969D         | #00AB81         | Код HTML |
| Кремовий        | Металево-золотий | Темно-бордовий  | Бордовий        | Каштановий      | Ліловий         | Візантійський   | Баклажановий    | Напівнічний синій | Чирковий        | Жадеїтовий      | Назва    |

## Відгуки
Після презентації картини 1908 року фейлетоніст Едуард Пецль у газеті Neues Wiener Tagblatt обізвав побачене «вузлом старої штопаної білизни». Він також сказав, що ані стояти, ані сидіти неможливо. 
У сатиричному журналі Die Muskete опублікували карикатуру на Данаю. 
Письменниця та подруга Клімт-групи Берта Цукеркандль-Шепс записала, як вона разом з друзями день за днем сиділи в кафе на виставці, обговорюючи, як краще протистояти обурливим і часто наклепницьким нападкам, що з'являлися в популярній пресі. Даная в салоні Дамен діє стала корректором гендерної ієрархії віденського середовища.
Видання Wiener Sonn- und Montags-Zeitung писало про учасників у тому числі Клімта, що «всі у варварській послідовності співають заїжджену пісню: «Таврування старого незворотно. Старе зникло».
Данаю Клімта вважають однією із найяскравіших картин Клімта у другій половині XX та початку XXI століттях.